# Jabal an Nabi Shu'ayb
Il Jabal an Nabi Shu'ayb (in arabo جبل النبي شعيب) è la cima più elevata dello Yemen e della penisola arabica. Si trova nelle vicinanze della capitale Sana'a.